# Municipio de Pierson (Míchigan)
El municipio de Pierson (en inglés: Pierson Township) es un municipio ubicado en el condado de Montcalm en el estado estadounidense de Míchigan. En el año 2010 tenía una población de 3216 habitantes y una densidad poblacional de 34,28 personas por km².

## Geografía
El municipio de Pierson se encuentra ubicado en las coordenadas 43°21′11″N 85°29′52″O / 43.35306, -85.49778. Según la Oficina del Censo de los Estados Unidos, el municipio tiene una superficie total de 93.81 km², de la cual 89.71 km² corresponden a tierra firme y (4.37%) 4.1 km² es agua.

## Demografía
Según el censo de 2010, había 3216 personas residiendo en el municipio de Pierson. La densidad de población era de 34,28 hab./km². De los 3216 habitantes, el municipio de Pierson estaba compuesto por el 96.36% blancos, el 0.28% eran afroamericanos, el 0.84% eran amerindios, el 0.31% eran asiáticos, el 0.03% eran isleños del Pacífico, el 0.37% eran de otras razas y el 1.8% pertenecían a dos o más razas. Del total de la población el 2.39% eran hispanos o latinos de cualquier raza.